# Дом Езрубильского
Дом Езрубильского (укр. Будинок Єзрубільського) — двухэтажное здание находящееся в городе Бердянск, Запорожской области. Выполнено в стиле ренессанс. Памятник истории местного значения.
Здание расположено на улице Университетская, 39.

## История
Дом построен в начале XX века. До начала гражданской войны в России здание принадлежало купцу Авраму Езрубильскому, владельцу книжного магазина в Бердянске. После установление советской власти в городе, с декабря 1917 года по апрель 1918 года, в здании располагался Совет рабочих крестьянских и солдатских депутатов.
В 1930-е годы здание являлось санаторием военных лётчиков. Во время Великой Отечественной войны оно использовалось как госпиталь для солдат Красной армии. После освобождения города от немецких войск, с 1943 года в здании располагается общежитие механического завода (позже он именовался как «Южгидромаш»).
В 1955 году в некоторых помещениях первого этажа разместилась детская музыкальная школа. Со временем здание полностью перешло в распоряжение детской музыкальной школы.
В 2018 году администрация города профинансировала работы по реставрации фасада здания стоимостью в 200 тысяч гривен. Работы были окончены в середине августа 2018 года.